# Humphrey Stafford (1er duc de Buckingham)
Pour les articles homonymes, voir Humphrey Stafford et Stafford.
Titres
Duc de Buckingham
14 septembre 1444 – 10 juillet 1460
(15 ans, 9 mois et 26 jours)
Comte de Stafford
21 juillet 1403 – 10 juillet 1460
(56 ans, 11 mois et 19 jours)
Humphrey Stafford, 1er duc de Buckingham, né en décembre 1402 à Stafford et mort le 10 juillet 1460 à Northampton, est un noble anglais qui s'est illustré dans le camp Lancastre durant la guerre des Deux-Roses.

## Biographie
Il est le fils du comte de Stafford Edmond Stafford et de son épouse Anne de Gloucester. Par sa mère, il est l'arrière-petit-fils du roi Édouard III d'Angleterre. Son père est tué en 1403 à la bataille de Shrewsbury, alors qu'il n'a même pas un an. Il devient alors pupille de la reine Jeanne de Navarre, tandis que sa mère administre ses biens en son nom jusqu'à sa majorité.
Après sa majorité, il entre au Conseil privé et participe au conseil de régence qui gouverne au nom du roi Henri VI. Il est fait duc de Buckingham en 1444. Proche d'Edmond Beaufort, il souhaite néanmoins l'apaisement dans la querelle qui l'oppose au duc Richard d'York. Lors de la première bataille de St Albans, en mai 1455, il combat aux côtés de Beaufort, mais le parti yorkiste remporte la victoire et il est fait prisonnier. Cinq ans plus tard, il est tué à la bataille de Northampton.

## Altercation avec Jeanne d'Arc

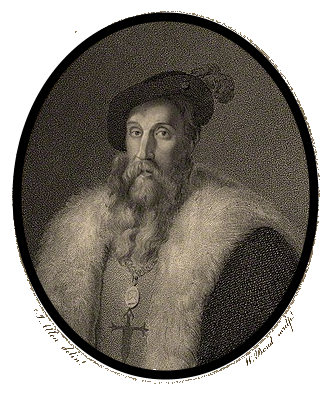
Gravure de William Bond représentant Humphrey Stafford, 1798.

Jeanne détenue dans le château de Rouen, reçut la visite du comte de Ligny (celui qui l'avait vendue aux Anglais), accompagné du comte de Warwick et de Stafford.
« Jeanne, lui dit-il, avec une ironie qui tentait sa crédulité pour la tromper, je suis venu pour te délivrer et pour te mettre à rançon, à condition que tu promettras de ne plus t'armer contre nous. » 
« Ah ! mon Dieu ! répondit la prisonnière avec un accent de doux reproche, vous vous riez de moi. Vous n'en avez ni le pouvoir ni la volonté. Je sais bien que les Anglais me feront mourir, croyant gagner le royaume par ma mort ; mais, fussent-ils cent mille de plus, ils n'auront pas ce royaume ! » 
Stafford tira sa dague du fourreau, comme pour venger ce défi courageux de la captive à ses geôliers ; Warwick, plus loyal et plus humain, détourna le bras et prévint l'outrage.

## Mariage et descendance
Humphrey Stafford épouse Anne Neville, fille du comte de Westmorland Ralph Neville, dont :
- Humphrey Stafford (v. 1425 – v. 1458), épouse Marguerite Beaufort ;
- Henry Stafford (v. 1425 – 4 octobre 1471), épouse Marguerite Beaufort ;
- John Stafford (24 novembre 1427 – 8 mai 1473), 1er comte de Wiltshire, épouse Constance Green ;
- Edward Stafford, mort en bas âge ;
- George Stafford, mort en bas âge ;
- William Stafford, mort en bas âge ;
- Margaret Stafford (v. 1435 – ?), épouse Robert Dinham ;
- Katherine Stafford (v. 1437 – 26 décembre 1476), épouse John Talbot, 3e comte de Shrewsbury ;
- Joan Stafford (v. 1442 – 1484), épouse William Beaumont, 2e vicomte Beaumont (en), puis William Knyvett ;
- Anne Stafford (v. 1446 – 14 avril 1472), épouse Aubrey de Vere, puis Thomas Cobham, 5e baron Cobham ;
- Elizabeth Stafford.